# Diego Molano Vega
Diego Ernesto Molano Vega (Tunja, Boyacá; 6 de octubre de 1967) se desempeñó como Ministro de Tecnologías de la Información y las Comunicaciones de Colombia. Fue nombrado como titular de esa cartera el 6 de agosto del 2010 por el presidente Juan Manuel Santos. En el mes de mayo de 2015 Diego Molano presentó su carta de renuncia al Ministerio de las tecnologías.

## Trayectoria
Comenzó su carrera profesional en el sector privado y el año 1996 fue nombrado como Director de la Comisión de Regulación de Comunicaciones en donde impulsó la liberalización del sector de las telecomunicaciones en el país.[cita requerida]
Posteriormente manejó las áreas de relaciones corporativas, negocios mayoristas y regulación de multinacionales como BellSouth (EE. UU.) y Telefónica (España).
El 6 de agosto de 2010 el presidente Juan Manuel Santos lo designó como titular del Ministerio de Tecnologías de la Información y las Comunicaciones en reemplazo de Daniel Enrique Medina. 
El 28 de octubre de 2010, tres meses después de su nombramiento, presentó en compañía de todo el gabinete del presidente Juan Manuel Santos el Plan de tecnología Vive Digital.[cita requerida]
Tras ser electo por segunda oportunidad como presidente, Juan Manuel Santos ratificó al Ministro como titular de la cartera de Tecnologías de la Información y las Comunicaciones el 11 de agosto de 2014.
El 11 de mayo de 2015 renunció a su cargo como Ministro del Ministerio de Tecnologías de la Información y las Comunicaciones. Fue sustituido por David Luna Sánchez el día 15 de mayo de 2015.
En el año 2017 tomó control de la IES Fundación Universitaria del Área Andina como Presidente de la Asamblea General y el Consejo Superior.
En noviembre de 2024 fue designado por la alcaldía de Bogotá como nuevo presidente de la Empresa de Telecomunicaciones de Bogotá.

## Gestión como ministro
Como ministro de tecnologías de la información y las comunicaciones (2010 - 2015) adelantó una "Revolución Digital",  masificando el uso de Internet en Colombia, lo que hizo acreedor al país del reconocimiento "Gobierno de liderazgo" entregado en el Congreso Mundial de Móviles, por parte de la asociación GSMA.
Entre los avances más destacados están:
- Llegar con fibra óptica e Internet a todos los municipios de Colombia incluyendo los más apartados y más pobres.[9]
- Instalar centros comunitarios de internet a todas las comunidades rurales del país, lo que ha hecho de Colombia ejemplo en cuanto a apropiación tecnológica en el sector rural.
- Eliminar el IVA para el servicio Internet en los estratos 1 y 2[10]
- Entregar subsidios para el servicio de Internet para los estratos bajos.[11]
- Eliminar los aranceles a los terminales móviles y computadores.[12]
- Reducir el impuesto para la producción de software, cine y contenidos digitales[13]
- Realizar la compra más grande de la historia en cuanto a tabletas y computadores para las escuelas públicas[14]
- Pasar de tres operadores en frecuencias de telefonía móvil 3G a 6 operadores en servicios de cuarta generación -4G-
- Consolidar la red de emprendedores en negocios TIC más grande de la región con 62.000 personas.